# Колумбійська кухня

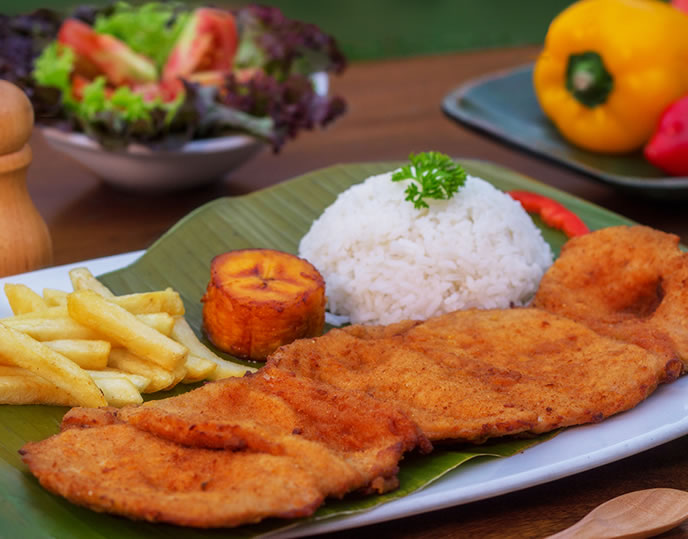
Котлета «Валлуна»

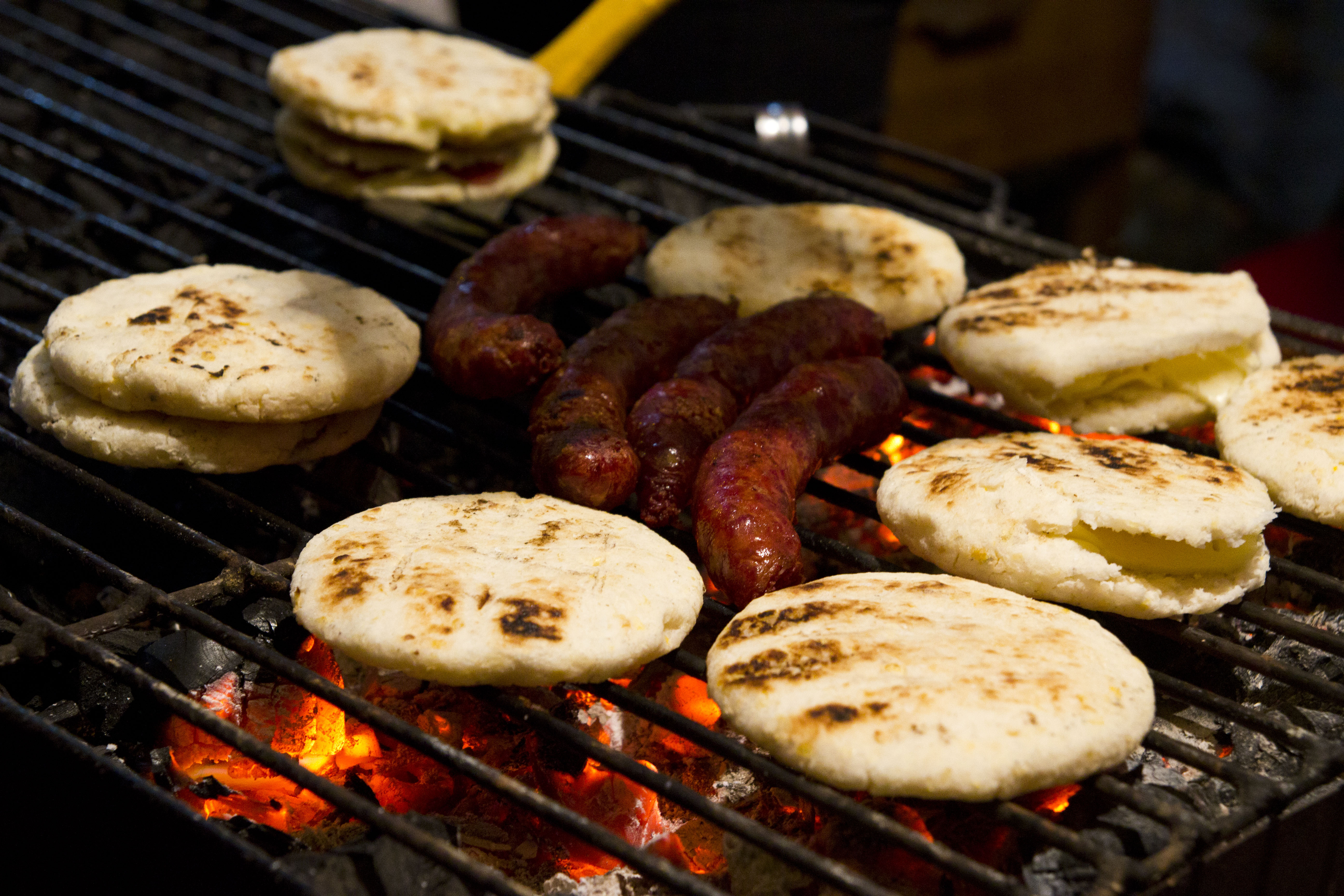
Арепа та чорисо на грилі

Колумбійська кухня (ісп. Gastronomía de Colombia) — набір кулінарних традицій, характерних для Колумбії.
Сформувалася внаслідок злиття європейської (в основному іспанської) кухні з кулінарними звичаями місцевих індіанців. Також на колумбійську кухню певною мірою вплинули африканські традиції.

## Традиції та особливості
Різноманітність флори та фауни в Колумбії стало причиною появи такої ж різноманітною кухні. У кожному регіоні країни використовуються свої інгредієнти і технології приготування. Практично відсутні страви, які могли б готуватися по одному ж рецептом по всій країні. Так, наприклад, картопляний суп ахіако існує в декількох регіональних варіантах. У рівнинних районах традиційно вживають більше м'яса, а в прибережних — риби та морепродуктів.
Найзагальнішими продуктами є кукурудза, рис, картопля, бобові, яловичина, свинина та курка, а також тропічні фрукти, наприклад, манго, банани, папая та маракуя. По всій країні поширені арепа — коржі з кукурудзяного борошна, які можуть вживатися як самі по собі, так і з різними начинками. Особливо часто їх вживають з ковбасою чорисо як швидку перекуску.
З холодних напоїв поширені соки з фруктів та цукрової тростини, а з гарячих — шоколад (найчастіше з додаванням кориці, гвоздики та ванілі) і кава, як чорна, так і з молоком.
Одним з місцевих алкогольних напоїв є чича.

## Типові страви
- Арепа
- Ахіако
- Бандеха паїса
- Манхар бланко — десерт, який традиційно готується на Різдво з молока, рису та цукру.
- Санкочо — густий суп.
- Севіче — страва з маринованої риби або морепродуктів.

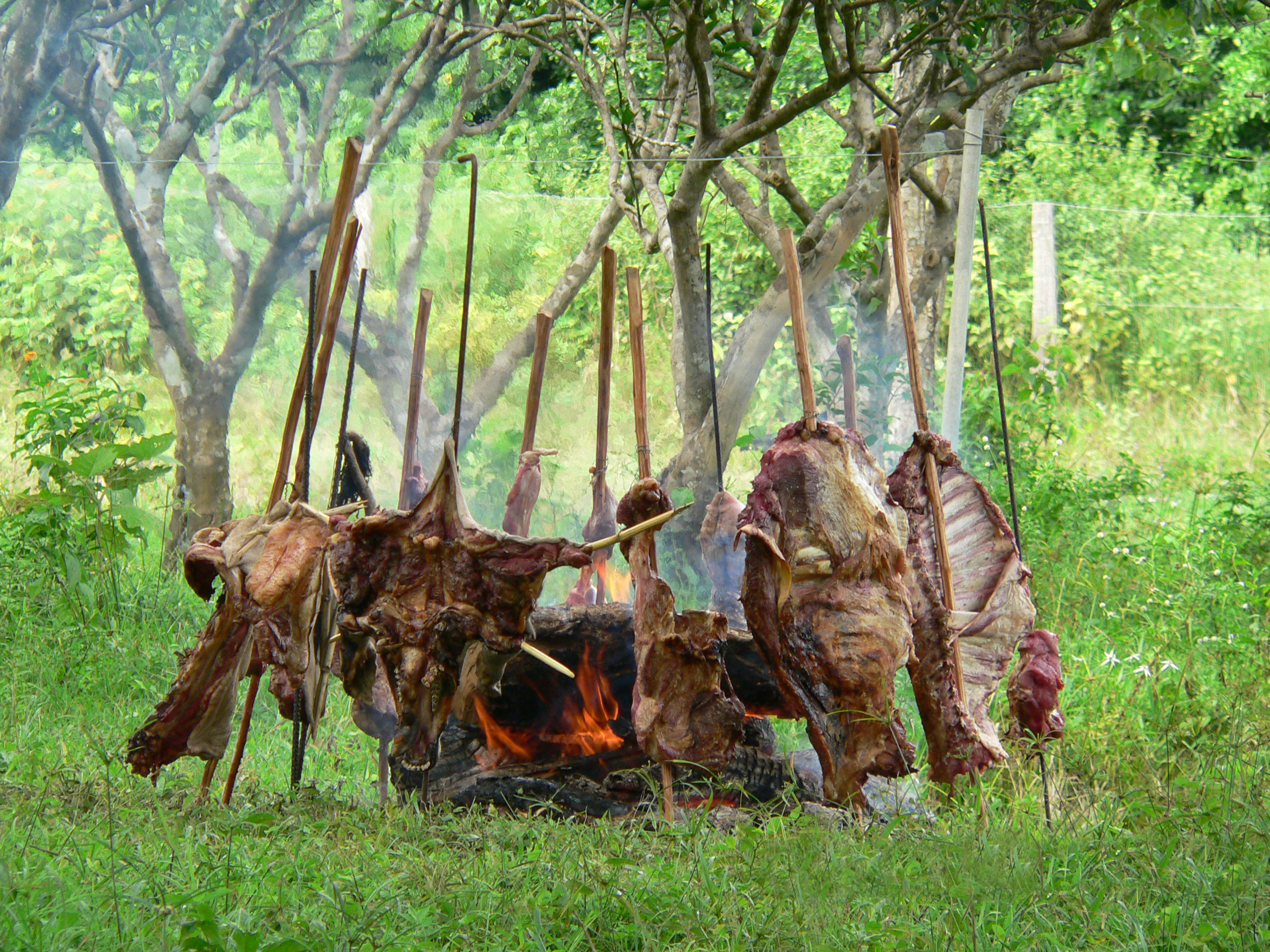
Асадо
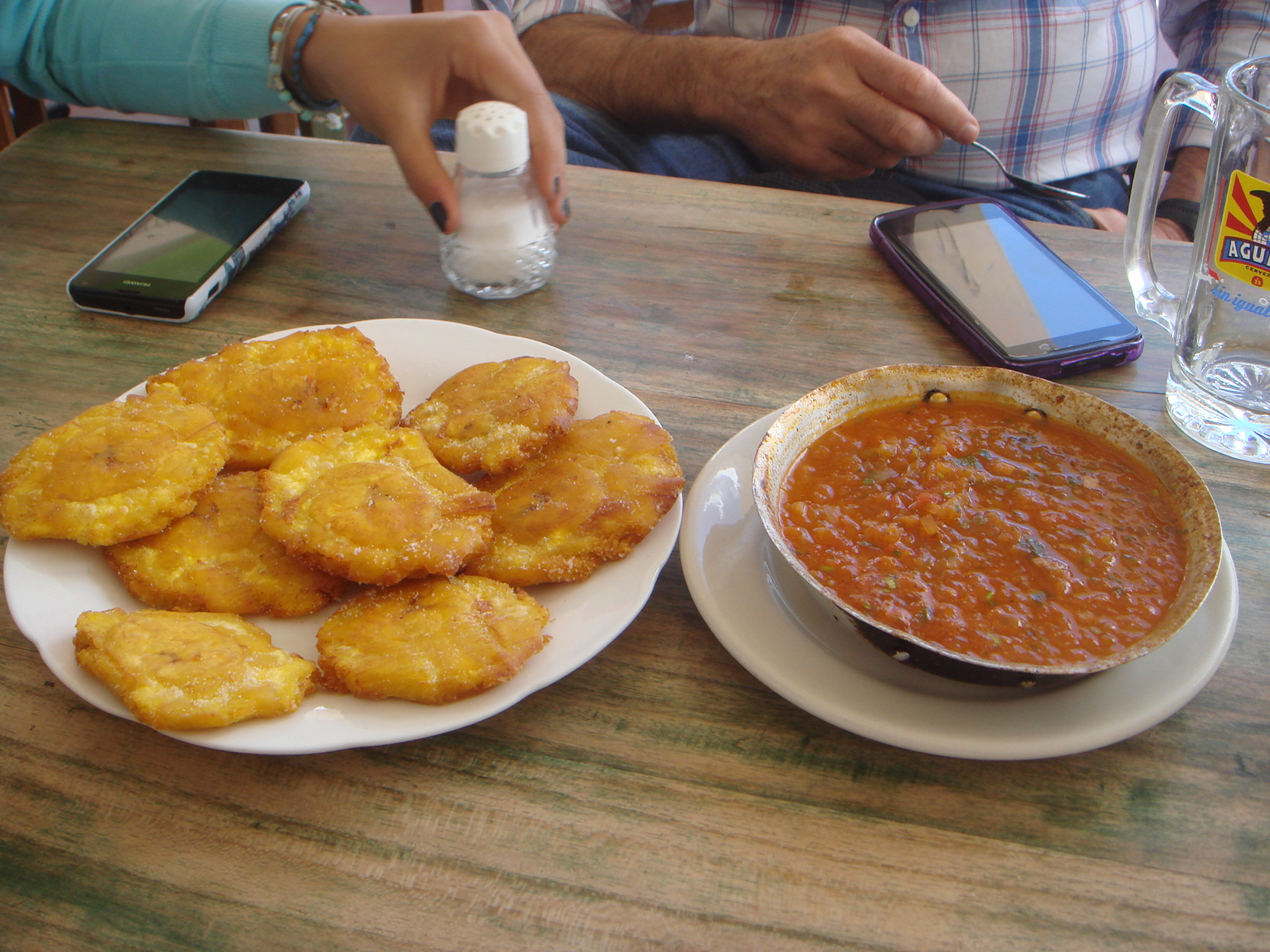
Патаконі та хогао
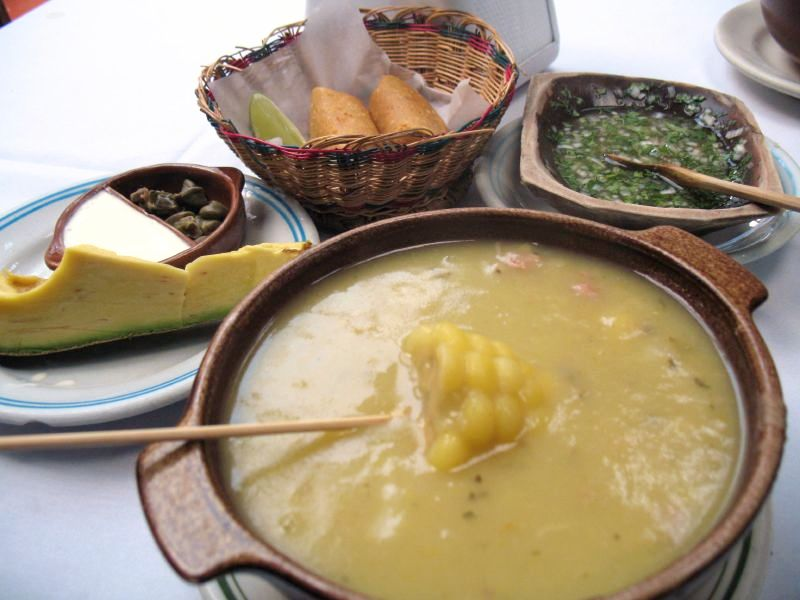
Ахіако
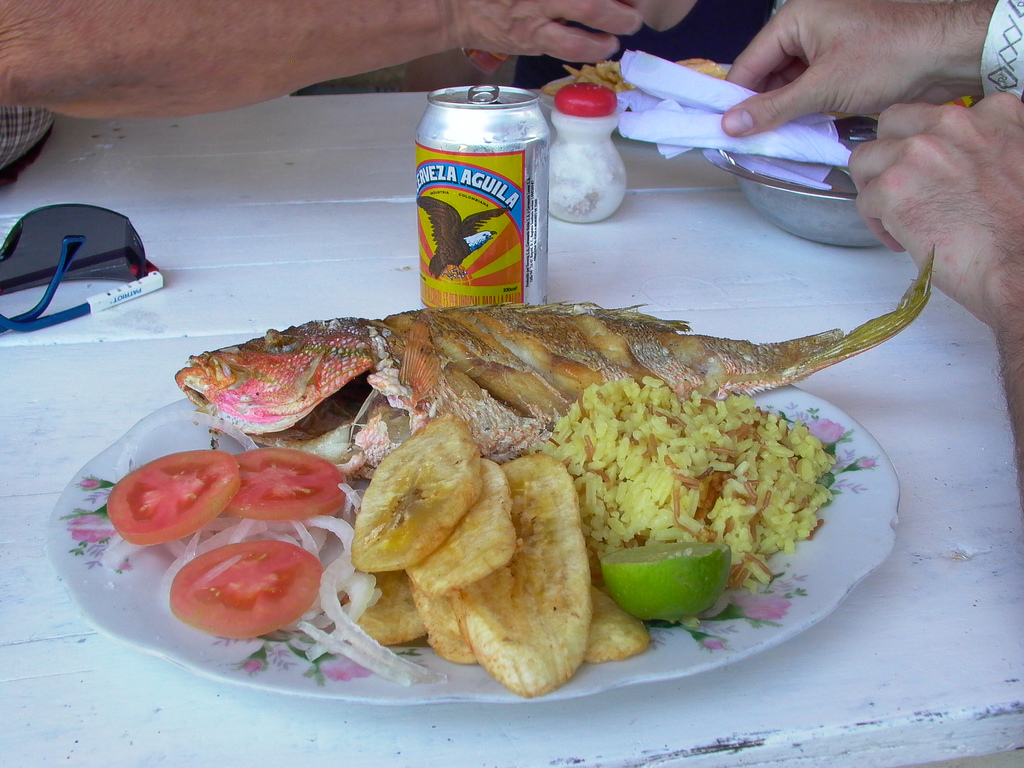
Смажений червоний окунь, смажені банани, рис та помідор
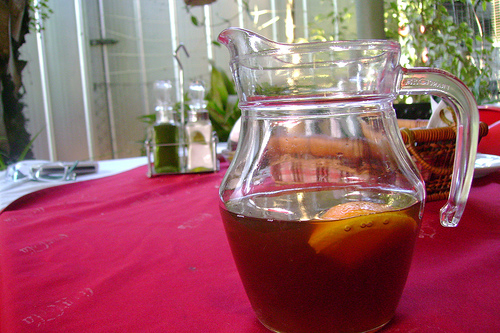
Чича морада подається з піпеньйо